# A Волка
A Волка (лат. A Lupi) — тройная звезда в созвездии Волка на расстоянии (вычисленном из значения параллакса) приблизительно 1365 световых лет (около 418 парсеков) от Солнца.

## Характеристики
Первый компонент (HD 128266) — жёлто-оранжевый гигант спектрального класса G8III, или K0. Видимая звёздная величина звезды — +6,2m. Масса — около 3,68 солнечных, светимость — около 1334,73 солнечных. Эффективная температура — около 5008 K.
Второй компонент (WDS J14373-4608Ab) — белая звезда спектрального класса A1V. Видимая звёздная величина звезды — +6,2m. Масса — около 3,35 солнечных. Орбитальный период — около 141 года. Удалён на 0,1 угловой секунды.
Третий компонент (HD 128267) — белая звезда спектрального класса A. Видимая звёздная величина звезды — +9,2m. Масса — около 2,98 солнечных. Эффективная температура — около 9280 K. Орбитальный период — около 73690 лет. Удалён на 19,3 угловых секунды.